# John Brinsmead
John Brinsmead (* 13. Oktober 1814 in Weare Giffard (Devon); † 17. Februar 1908 in London) war ein britischer Klavierbauer. Er gründete die bekannte Londoner Klavierfabrik John Brinsmead.

## Leben und Werk
John Brinsmead ließ sich 1835, 21-jährig, als Klavierbauer in London nieder. 1863 traten seine beiden Söhne Edgar (1847–28. November 1907) und Thomas als Teilhaber in die Firma ein. Die Firma wurde zu John Brinsmead & Sons umfirmiert. Der jüngere Sohn Edgar schrieb eine Geschichte des Pianoforte (1868, umgearbeitet 1879). Die Firma wurde 1900 in eine Aktiengesellschaft umgewandelt.
Die zuvor florierende Firma geriet in den ersten Jahren des 20. Jahrhunderts wirtschaftlich ins Stocken. Sohn Thomas verließ das Unternehmen aufgrund schlechter Gesundheit und familiärer Meinungsverschiedenheiten. Der jüngste Sohn Horace George übernahm für kurze Zeit die Geschäftsführung, wurde aber durch einen Schwiegersohn ersetzt. Während die Gesundheit von John Brinsmeads Frau Susan zu wünschen übrig ließ, blieb John Brinsmead bis ins frühe 20. Jahrhundert bei guter Gesundheit. John Brinsmeads Frau Susan starb im Dezember 1907. John Brinsmead starb kurz darauf am 17. Februar 1908 in London.
1908, nach dem Tod von John Brinsmead, erwarb die Firma J. B. Cramer & Co. Rechte an der Firma John Brinsmead & Sons. Man fabrizierte bis 1967 Brinsmead- und Cramer-Klaviere. 1967 wurden die Namensrechte beider Firmen von der Kemble Piano Company aufgekauft. Kemble baute mehrere Jahre erfolgreich Klaviere unter dem Namen Brinsmead & Sons.
Carl Dahlhaus schreibt dagegen 1972: Die Firma „John Brinsmead & Sons hat den Klavierbau aufgegeben und beschränkt sich heute auf das Stimmen von Klavieren.“